# Carl Fredrik Wilhelm von Tuné
Carl Fredrik Wilhelm von Tuné (före adlandet Tuné), född 20 augusti 1789 i Umeå, död 2 november 1854 på Frövi översteboställe i Skultuna socken, var en svensk militär.
Carl Fredrik Wilhelm von Tuné var son till kapten Jonas Carlsson Tuné och Ulrika Lovisa Petre. Han blev 1808 student vid Uppsala universitet, 1807 sergeant vid Västmanlands regemente, fänrik där samma år, deltog i kriget i Norge och Finland 1808 och deltog därunder i reträtten från Kalajoki och slaget vid Lokalax. von Tuné blev sekundadjutant 1809, tjänstgjorde som brigadadjutant under slaget vid Sävar och träffningen vid Ratan, blev stabslöjtnant 1810 och kapten 1812. Han tjänstgjorde under kriget i Tyskland 1813–1814 som brigadadjutant hos general Pehr Brändström och utmärkte sig särskilt vid fransmännens utfall ur fästningen Maastricht. Han tilldelades guldmedalj för tapperhet i fält för sina insatser vid Tistedalen i Norge. von Tuné var brigadadjutant vid 4. infanteribrigaden 1814–1827, blev stabskapten 1815, kapten i generalstaben 1816 och major där 1818. Han blev överstelöjtnant i generalstaben 1825, var förste adjutant vid 3. infanteriinspektionen 1827–1833, stabschef vid 6. militärdistriktet 1833–1835 och blev major i regementet och kompanichef 1834. von Tuné blev överstelöjtnant och premiärmajor vid regementet 1835, överste i armén 1836, var samma år tillförordnad chef för Västmanlands regemente samt  överste och ordinarie chef 1844–1851. Han erhöll 1851 avsked med rätt att kvarstå som överste i generalstaben. von Tuné adlades 1837. Han blev 1820 riddare av Svärdsorden.